# Studenec (Svojanov)

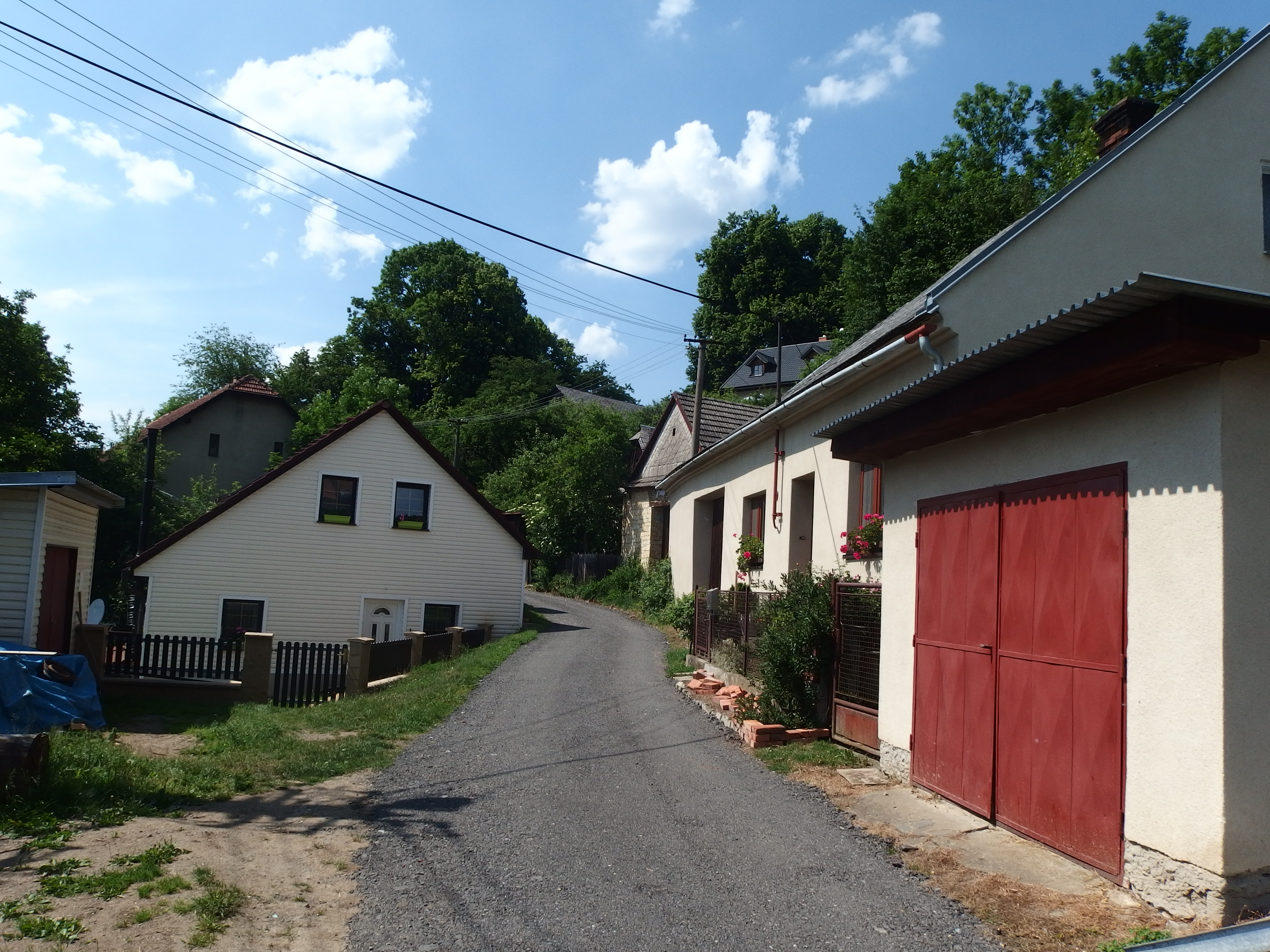
Dorfstraße

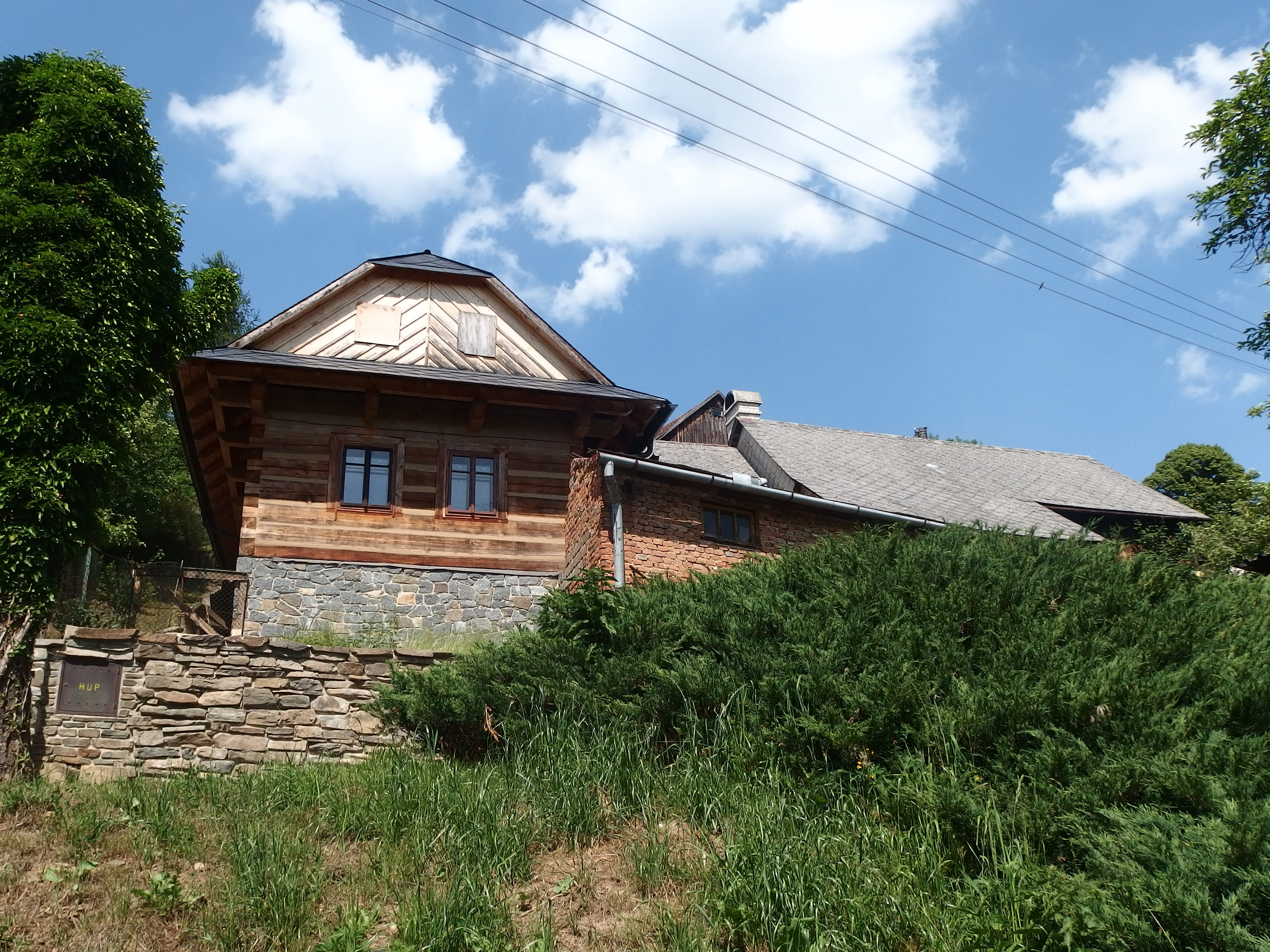
Haus Nr. 13

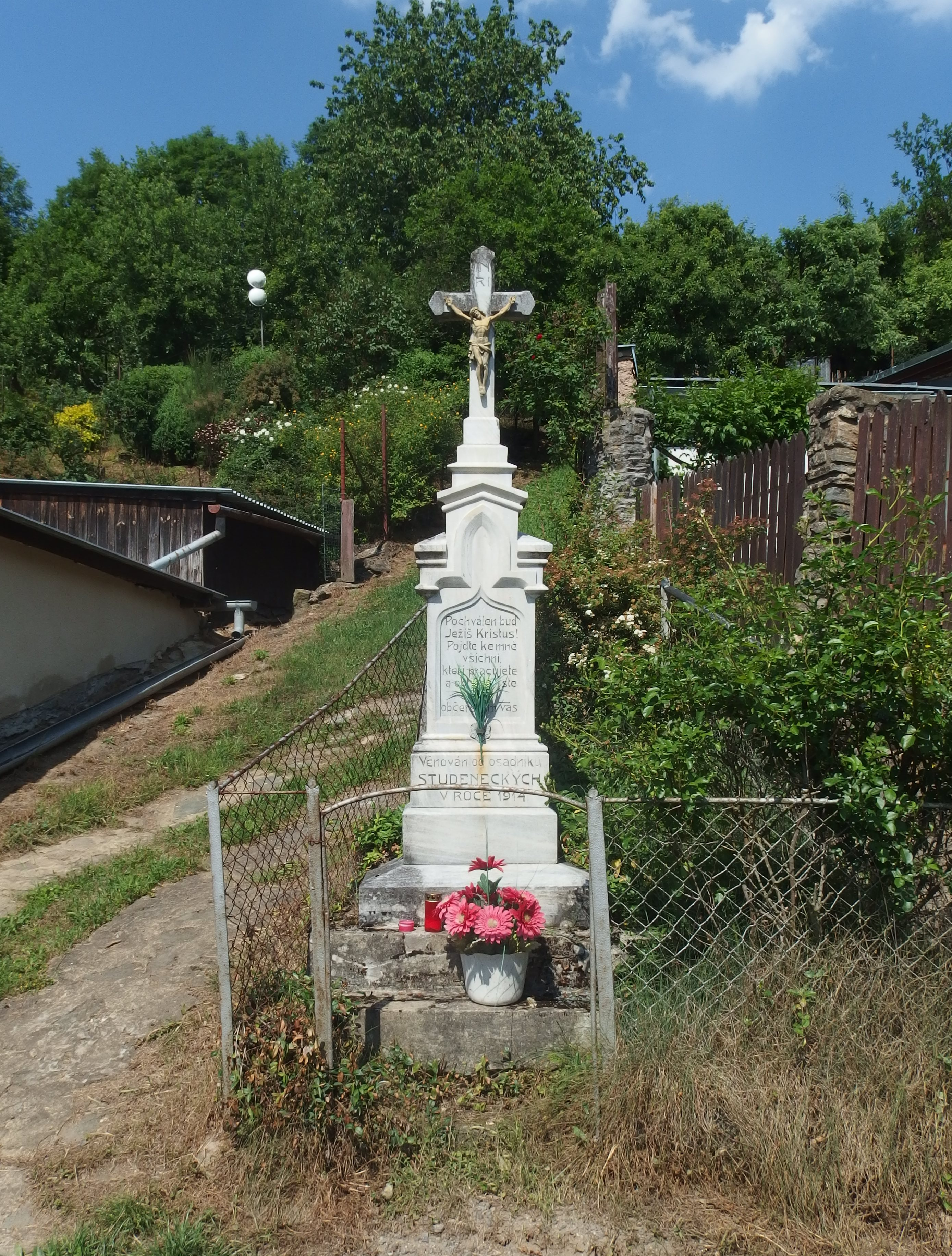
Kreuz im Ortszentrum

Studenec (deutsch Studenetz) ist ein Ortsteil der Minderstadt Svojanov in Tschechien. Er liegt drei Kilometer südöstlich von Svojanov und gehört zum Okres Svitavy. 

## Geographie
Studenec befindet sich linksseitig über dem Tal der Křetínka (Swojanower Bach) in der Svitavská pahorkatina (Zwittauer Hügelland). Das Dorf liegt im Naturpark Údolí Křetínky in einem Kessel, in dem der Bach Studenecký potok entspringt. Nördlich erheben sich die Vítějevské březinky (597 m. n.m.), im Osten der Ducháčkův vrch (528 m. n.m.), westlich die Benešova hora (533 m. n.m.) und im Nordwesten der U Salvátora (528 m. n.m.). 
Nachbarorte sind Starý Svojanov im Norden, Vítějeves im Nordosten, Študlov im Osten, Bohuňov, Svobodníky und Hutě im Südosten, Jobova Lhota und Kněževes im Süden, Dolní Lhota im Südwesten, Na Rožince im Westen sowie Na Kopci, Předměstí und Skalský Dvůr im Nordwesten.

## Geschichte
Studenec wurde wahrscheinlich im 13. Jahrhundert gegründet und gehörte zu den Gütern der Königsburg Fürstenberg. Die erste schriftliche Erwähnung des Dorfes erfolgte 1405, als Margareta Bušková aus Trpín von Herart Pašek die Ablösung ihrer auf einem Hof in Studenec verschriebenen Mitgift forderte. Nach dem Tode des Václav Žehušický von Nestajov teilten dessen Söhne im Jahre 1557 das Erbe; Hertvík übernahm die Burg Svojanov mit dem Städtchen Svojanov sowie den zugehörigen Dörfern, darunter Mokrá Lhota, Studenec, Hutě, Lhota Zadní und Lhota Přední, sein jüngerer Bruder Jan erhielt die Herrschaft Korouhev. Im Gerichtsbuch der Herrschaft Svojanov ist aus dem Jahre 1581 ein Streit zwischen Havel Dvořák aus Podmiestí und Martin Studenec aus Studenec wegen Herausgabe von Grundstücken überliefert, der zugunsten von Martin Studenec entschieden wurde. Im 18. Jahrhundert gab es in Studenec fünf bäuerliche Gehöfte, die über den Hang verteilt lagen. Besitzer waren die Familien Oliva, Bednář, Říha, Stejskal und Škranc. Zwischen den Gehöften Nr. 2 und Nr. 3 befand sich am südöstlichen Ortsrand ein herrschaftlicher Hof, der später aufgehoben und parzelliert wurde. Im Jahre 1789 gab es 10 Anwesen in Studenecz. Ab 1820 war die Familie von Stillfried und Rathenitz Besitzer des Gutes Swojanow. Nach dem Tode von Rüdiger von Stillfried und Rathenitz verkauften Anna und Agatha von Stillfried und Rathenitz das Gut 1833 an Fabian und Magdalena Neswadba.
Im Jahre 1835 bestand das im Chrudimer Kreis gelegene Dorf Studenetz aus 13 Häusern mit 86 tschechischsprachigen Einwohnern. Erwerbsquellen bildeten die Landwirtschaft und die Weberei. Pfarr-, Schul- und Amtsort war Swojanow. Bis zur Mitte des 19. Jahrhunderts blieb Studenetz dem Allodialgut Swojanow untertänig.
Nach der Aufhebung der Patrimonialherrschaften bildete Studenec / Studenetz ab 1849 einen Ortsteil der Marktgemeinde Svojanov / Swojanow im Gerichtsbezirk Polička. Ab 1868 gehörte Studenec zum Bezirk Polička. 1869 hatte Studenec 105 Einwohner und bestand aus 17 Häusern. In den 1870er Jahren wurde das Dorf Teil der neu gebildeten Gemeinde Předměstí. Im Laufe des 19. Jahrhunderts war unterhalb der Gehöfte eine Reihe von Chaluppen entstanden, die das heutige Ortszentrum bilden. Sie wurden von nicht erbberechtigten Nachkommen der fünf alteingesessenen Familien errichtet, die ihren Lebensunterhalt als Weber, Steinmetze oder mit anderem Handwerk sowie mit der Imkerei verdienten. Dadurch wuchs das Dorf auf 20 Häuser an. Im Jahre 1900 lebten in dem Dorf 137 Personen, 1910 waren es 133. Nach dem Ersten Weltkrieg zerfiel der Vielvölkerstaat Österreich-Ungarn, das Dorf wurde 1918 Teil der neu gebildeten Tschechoslowakischen Republik. Beim Zensus von 1921 lebten in den 22 Häusern von Studenec 121 Personen, davon 118 Tschechen. 1930 lebten in den 22 Häusern von Studenec 110 Menschen. Von 1939 bis 1945 gehörte Studenec / Studenetz zum Protektorat Böhmen und Mähren. Nach dem Ende des Zweiten Weltkrieges verließen fünf Familien das Dorf und suchten einen Neuanfang in den Grenzgebieten. In Folge der Zwangskollektivierung und Bildung einer JZD verließen die meisten jungen Einwohner das Dorf und zogen dorthin, wo sie Arbeit und eine Perspektive fanden. 1950 lebten nur noch 64 Personen in Studenec. Im Zuge der Gebietsreform von 1960 erfolgte die Aufhebung des Okres Polička; Studenec wurde dabei dem Okres Svitavy zugeordnet. Zum 1. April 1976 wurde Studenec zusammen mit Předměstí nach Svojanov eingemeindet. Beim Zensus von 2001 lebten in den 19 Häusern von Studenec 23 Personen. Durch umfangreiche Modernisierungen und Umbauten der meisten Häuser, bei denen die Blockstuben entfernt wurden, ging der ursprüngliche Charakter des Dorfes verloren. Heute leben nur noch sechs Familien in Studenec. Die meisten Häuser werden als Ferienhäuser genutzt.

## Ortsgliederung
Studenec ist Teil des Katastralbezirkes Předměstí.

## Sehenswürdigkeiten
- Steinernes Kreuz im Ortszentrum, errichtet 1914
- Einige Häuser in Volksbauweise, die Chaluppe Nr. 11 ist das einzige authentischen Zustand erhaltene Haus